# راسيل إدي
راسيل إدي (بالإنجليزية: Russell Eddie)‏ هو سياسي أمريكي، ولد في 9 يونيو 1938 في وين في الولايات المتحدة. حزبياً، نشط في الحزب الجمهوري. وقد انتخب عضو مجلس نواب ولاية ايوا.